# Halkieria
Halkieria – rodzaj kambryjskich zwierząt być może spokrewnionych z mięczakami. Żyły ok. 533–511 mln lat temu. Halkieria została opisana w 1967 roku przez Poulsena i zinterpretowana jako hiolit, jednak Bengtson w 1985 roku uznał ją za przedstawiciela Sachitida. Niektórzy autorzy sugerowali również przynależność halkierii do mięczaków lub jej bliskie pokrewieństwo z Wiwaxia. Vinther i Nielsen stwierdzili, że włoski halkierii nie są homologiczne z tymi występującymi u pierścienic, w związku z czym teorie sugerujące przynależność halkierii do pierścienic lub ramienionogów są mało prawdopodobne. Według autorów kombinacja cech występująca u halkierii nie pozwala na zaliczenie jej do którejkolwiek gromady współczesnych mięczaków, dlatego zaklasyfikowali ją do nowej gromady Diplacophora. Skamieniałości halkierii odnaleziono m.in. w północnej Grenlandii w Sirius Passet oraz na Bornholmie.